# Batterie de l'Hôpital
La batterie de l'Hôpital, appelée aussi batterie 8-5, un ouvrage fortifié se situant sur la commune de Fleury-devant-Douaumont, dans le département de la Meuse. Il s'agit d'un élément de la place forte de Verdun, servant de batterie d'intervalle entre le fort de Souville et le fort de Tavannes. Elle fut utilisée comme abri pendant la bataille de Verdun.

## Position
La batterie se trouve sur une des collines des côtes de Meuse, à 357 mètres d'altitude, sur une croupe entre la hauteur à 800 m à l'ouest-nord-ouest sur laquelle est implantée le fort de Souville (à 390 m d'altitude), le relief se poursuivant vers l'est-sud-est sur un kilomètres jusqu'au fort de Tavannes.
C'est une des 118 batteries de la place forte, qui sont aménagées dans les intervalles entre les 19 forts (renforcés par les ouvrages), formant ainsi deux ceintures. La batterie 8-5 fait partie de la ceinture intérieure, composée notamment sur la rive droite par les forts de Belleville, du Saint-Michel, de Souville, de Tavannes et de Belrupt. Une ceinture extérieure a été aménagée encore plus loin, marquée par les forts de Douaumont et de Vaux.
La crête entre Souville et Tavannes comporte d'autres batteries construites elles-aussi en 1881 : la 8-2 désigne la batterie annexe Ouest de Souville, transformée en 1890-1891 en batterie cuirassée (par l'installation de la tourelle Bussière) ; les 8-3 et 8-4 sont les annexes Est de Souville ; la 8-6 est la batterie du Tunnel, à 200 m au sud-est de la batterie de l'Hôpital (au-dessus du tunnel de Tavannes). S'y rajoutent deux petits dépôts de munitions construits dans la pente sud-ouest en 1891.

## Description
La batterie est composée de plateformes pour les pièces d'artillerie, séparées entre-elles par des traverses-abris, auxquelles se rajoutent un petit casernement. Les abris sous traverse comme le casernement sont composées de voûtes en maçonnerie, le tout recouvert d'une épaisse couche de terre.

## Emploi
L'armement d'origine de la batterie était de six canons de 120 mm et de deux canons de 95 mm, pointés vers la côte du Poivre, le village de Douaumont, le bois d'Hardaumont et l'étang de Vaux.
En 1885, quelques années seulement après la construction de la batterie, survient la crise de l'obus-torpille, qui remet en cause tout le système de fortifications. L'artillerie des forts est alors dispersée dans les différentes batteries, si possible camouflées par la végétation, certaines à vue directe (sur les crêtes), d'autres défilées. La batterie de l'Hôpital, dépassée et trop vulnérable, est désarmée en 1900. Elle devient une « batterie de renforcement », utilisable en cas de besoin.
Lors de la mobilisation française de 1914, elle n'est pas réarmée. En 1916-1917, pendant la bataille de Verdun, les bâtiments semi-enterrés (traverses et casernement) servent d'abris pour les troupes de secteur et de dépôt de munitions, fournissant un peu de protection contre la majorité des obus allemands.